# Idioma lemnio
El lemnio fue una lengua hablada en el siglo VI a. C. en la isla de Lemnos. Su principal testimonio es una inscripción encontrada en una estela funeraria, conocida como estela de Lemnos, descubierta en 1885 cerca de Kaminia; en 2009 se hizo pública otra inscripción de Hefestia. Además, los fragmentos de inscripciones en cerámica local muestra que era la lengua de la comunidad local. El lemnio es académicamente aceptado como una lengua estrechamente relacionada con el etrusco. Después de que Atenas conquistara la isla en la segunda mitad de ese siglo, fue sustituido por el griego ático.

## Sistema de escritura
Las inscripciones están escritas en un alfabeto similar al utilizado para escribir el idioma etrusco y al de antiguas inscripciones frigias, todos los derivados modelos eubeos (alfabeto griego occidental, alfabetos de Asia Menor). Estos modelos son en última instancia de origen semítico occidental y fueron adaptados por varios pueblos desde antes del siglo VIII a. C.

## Clasificación
La relación entre el lemnio, el etrusco y el rético (agrupadas como lenguas tirsénicas) es ampliamente aceptada dadas las pruebas de los estrechos vínculos en el vocabulario y la gramática. Por ejemplo,
- tanto el etrusco como el lemnio comparten dos casos dativo, masculino *-si y femenino-colectivo *-ale, mostrado tanto en la estela de Lemnos (Hulaie-ši "para Hulaie", Φukiasi-ale "para los foceos") como en inscripciones escritas en etrusco (aule-si "Para Aule" en el cipo de Perugia así como en la inscripción mi mulu Laris-ale Velχaina-si "Fui bendecido por Laris Velchaina").
- También comparten el genitivo masculino en *-s y un pasado simple en *-a-i (Etrusco <-e> como en ame "era" (<*amai); lemnio <-ai> como en šivai "vivo").

## Descripción lingüística

### Vocales
Como en el etrusco, el lemnio parece haber tenido un sistema de cuatro vocales escritas <i, e, a, o>. A partir de los signos adoptados en la escritura se conjetura que /i, e/ serían (vocales anteriores y que /o, a/ posteriores. Tal y como sucede en otras lenguas sin distinción entre /u/ y /o/ (como los que se encuentran en séneca o en náhuatl), es probable que la transliteración como "o" del símbolo de omikron fue, de hecho, destinado a registrar diversos alófonos como [o, u, ɔ], etc. Esto no es raro teniendo en cuenta que lenguas diferentes pueden tomar la misma letra para transcribir sonidos diferentes. Es más bien una coincidencia que las lenguas vecinas de esta región, el hitita y el acadio, también presenten el mismo sistema de cuatro vocales, faltando la o. Esto sugiere un área de influencia temprana.

### La estela de Lemnos

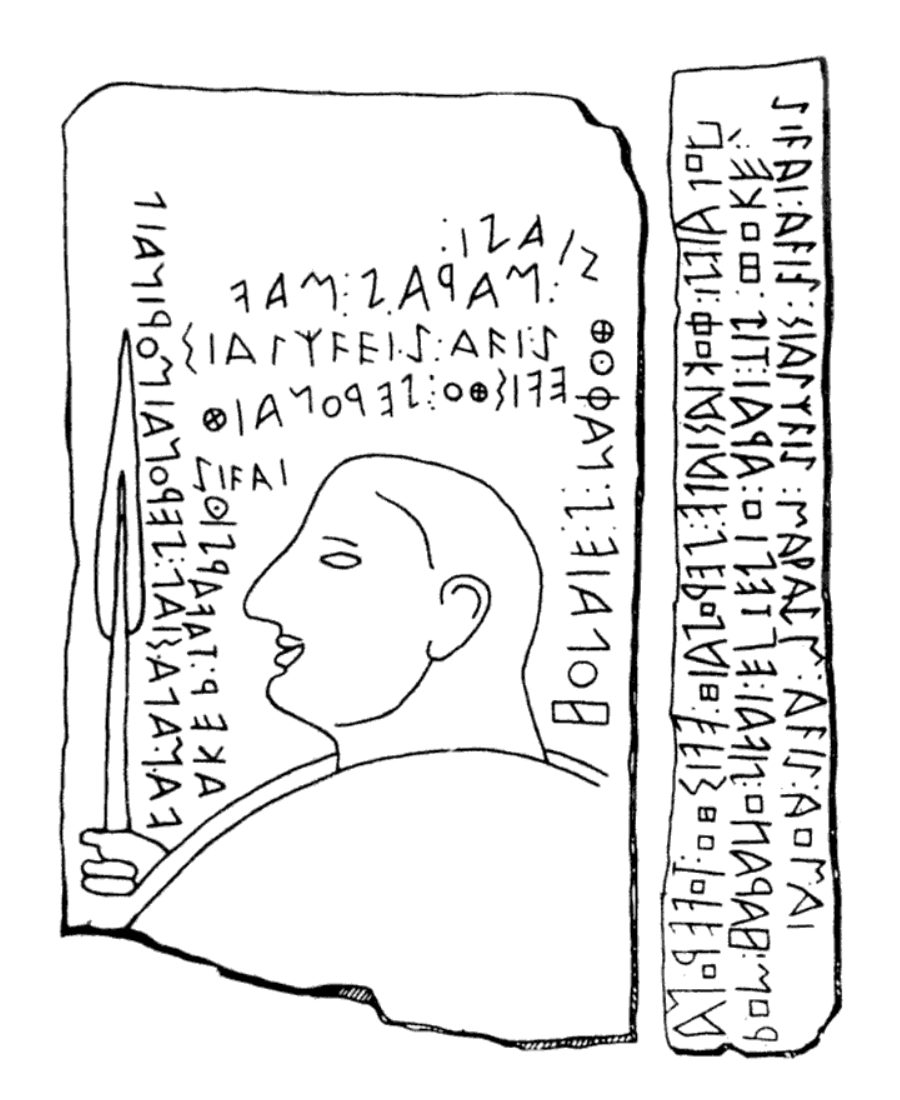
Estela de Lemnos.

La estela fue hallada incrustada en la pared de la iglesia en Kaminia y ahora se encuentra en el Museo Arqueológico Nacional de Atenas. La datación del siglo VI a. C. se basa en que en el 510 a. C. el ateniense Milcíades invadió Lemnos, helenizando la isla. La estela muestra un bajorrelieve con un busto de un hombre con casco y la inscripción está escrita en un alfabeto similar al alfabeto griego occidental (calcídico). La inscripción asimismo está escrita a modo bustrofedon y había sido transliterado, pero no fue traducido con éxito hasta un análisis lingüístico serio comparándolo con el etrusco en combinación con los avances en la propia traducción de los textos etruscos.
La inscripción consta de 198 caracteres, formando entre 33 y 40 palabras, indicándose la separación de palabras con tres puntos en algunas ocasiones. El texto consta de tres partes, dos escritas en vertical y una en horizontal. Es comprensible es la frase avis sialchvis ("sesenta años", B.3), que recuerda al etrusco avils maχs śealχisc (tenía sesenta y cinco años").
Frente: 
A.1. hολαιεζ:ναφοθ:ζιαζι (hulaieš:naφuθ:šiaši)
A.2. μαραζ:μαϝ (maraš:mav)
A.3. σιαλχϝειζ:αϝιζ (sialχveiš:aviš)
A.4. εϝισθο:ζεροναιθ (evisθu:šerunaiθ)
A.5. ζιϝαι (šivai)
A.6. ακερ:ταϝαρζιο (aker:tavaršiu)
A.7. ϝαναλασιαλ:ζεροναι:μοριναιλ (vanalasial:šerunai:murinaic)
Lateral:
B.1. hολαιεζιφοκιασιαλε:ζεροναιθ:εϝισθο:τοϝερονα (hulaieši:φukiasiale:šerunaiθ:evisθu:tuveruna)
B.2. ρομ:hαραλιο:ζιϝαι:επτεζιο:αραι:τιζ:φοκε (rum:haraliu:šivai:eptešiu:arai:tiš:φuke)
B.3. ζιϝαι:αϝιζ:σιαλχϝιζ:μαραζμ:αϝιζ:αομαι (šivai:aviš:sialχviš:marašm:aviš:aumai)